# ジョニー・ムーア
ジョニー・ムーア (John Brian "Johnny" Moore, 1958年3月3日 - ) は、アメリカ合衆国のペンシルベニア州アルトゥーナ出身の元プロバスケットボール選手である。キャリアの殆どをNBAのサンアントニオ・スパーズでポイントガードとして務めた。背番号00はスパーズの永久欠番となっている。

## NBA
テキサス大学を卒業した後、1979年のNBAドラフトで2巡目全体43位でシアトル・スーパーソニックスに指名されるが、入団せず、翌年サンアントニオ・スパーズに入団し、キャリアの殆どをポイントガードとして務めた。00番はスパーズの永久欠番となっている。520試合以上に出場し、平均、9.4得点、7.4アシスト、3.0リバウンド、1.96スティール、フィールドゴール成功率46％の記録を残している。また、3試合に於いて20アシストを記録している。プレーオフでも1試合で20アシストを記録し、プレーオフゲームでは20アシスト以上を記録したのは、7人だけである。